# Zumaiako Futbol Taldea
El Zumaiako Futbol Taldea es un club de fútbol de España, de la localidad de Zumaya (Guipúzcoa). Fue fundado en 1977. 

## Historia
El club fue fundado en 1977 con el nombre de Zumaya Fútbol Club. Actualmente se llama Zumaiako Futbol Taldea, que quiere decir en lengua vasca Club de Fútbol de Zumaya. Su fundación obedeció a la intención de crear un club de fútbol que representara al pueblo, después de que desapareciera la sección de fútbol del club deportivo más señero de la localidad, el Club Deportivo Pulpo.
En 1979 inauguró un flamante nuevo campo de fútbol, Aita Mari, de propiedad municipal, pero que es gestionado por el Zumaiako.
Se trata de un conjunto modesto de una localidad que no alcanza los 10 000 habitantes, por ello su historial es también muy modesto. Su mayor logro es haber conseguido en 1989 ascender a categoría nacional, habiendo disputado una temporada en la Tercera división española, la temporada 1989-90. Tras aquella campaña en Tercera descendió a categorías regionales, donde sigue en la actualidad.

## Uniforme
- Uniforme titular: Camiseta roja, pantalón blanco y medias rojas.

## Estadio
Juega en el campo de fútbol Aita Mari de Zumaya que posee capacidad para 500 espectadores.
Se trata de un campo de fútbol de hierba artificial de 102x65 metros.

## Datos del club
- Temporadas en 1ª: 0
- Temporadas en 2ª: 0
- Temporadas en 2ªB: 0
- Temporadas en 3ª: 1
- Mejor puesto en la liga: 19.º (Tercera división, Grupo IV, temporada 89-90)

### Categorías del Zumaiako
- 1977-89: Categorías regionales (Federación Guipúzcoana).
- 1989-90: 3.ª División.
- 1990-act: Categorías regionales (Federación Guipúzcoana).

- Datos: Q9097934